# ベストポジション
ベストポジションはプロダクションHIT所属のお笑いコンビ。2007年1月1日結成。

## メンバー
- 荒川陽路人（あらかわ　ひろと、1981年2月9日 - ）おもにボケ担当。立ち位置は右。

宮城県出身。血液型B型。
身長179cm、体重67kg。
- 小針鉄也（こばり　てつや、1981年2月21日 - ）おもにツッコミ担当。立ち位置は左。本名は林鉄也。

埼玉県出身。血液型O型。
身長169.5cm、体重63kg。

## 来歴
1996年、2人は埼玉県の同じ県立高校に入学。同じクラスとなり仲良くなる。
1998年、高校卒業後、荒川は大学に入学。小針は1年浪人後、荒川とは別の大学に入学する。
荒川は大学3年生になった時に中退、それから沖縄県の石垣島で仕事をするなど、さまざまなアルバイト経験を積みその後、小針の大学卒業をきっかけにコンビ結成。
「山中企画」のタレントセミナーに半年間通い、セミナー卒業後、2年半のフリー活動を経て、現在所属事務所のプロダクションHITへ所属する。最近では、毎月最終土曜日に自主ライブ「素」をおこなっている。

## 芸風
レモンやライムなどの柑橘系を使って行う「フレッシュショートコント」という持ちネタがある。様々な設定の中、オチで必ず柑橘系が出てきて、それと同時に「フレッシュ!」のかけ声をかける。ブリッジに「フレッシュ! フレッシュ! フレッシュ!」と言う。
最初は本物の柑橘系を使っていたが、途中からおもちゃの柑橘系に変えている。レモン、ライム以外にはすだちやグレープフルーツなどもある。このコントを思いついたきっかけは、「飲み屋でウケたから」ということ。
最近では、これ以外の漫才やコントを披露している。

## 出演

### テレビ
- テレ遊びパフォー!（NHK）
- バス☆キャバツーリスト（千葉テレビ）
- 田代まさしのいらっしゃいマーシー（MONDO21）
- アテンション・プリーズ（tvk、荒川のみ）
- 舞台版　とことこところざわ探偵社！（所沢CATV）

### ライブ
- お笑いライブガチャ!!
- お笑いライブスピン　優勝
- 自主ライブ「素」
- ルー大柴の「トゥギャザーしようぜ！」
- KDDIデザイニングステージ
- パイオニア「体で聴こう音楽会」